# APS Zakynthos FC
APS Zakynthos FC é um clube de futebol grego, com sede em Zacinto, Grécia. Foi fundado em 1969. Atualmente disputa a terceira divisão do campeonato grego.